# مایو (خارطوم)
مایو (به عربی: حی مایو) یک محله در سودان است که در خارطوم واقع شده‌است. مایو ۴۰ کیلومتر مربع مساحت دارد.